# Pacôme Moubelet-Boubeya

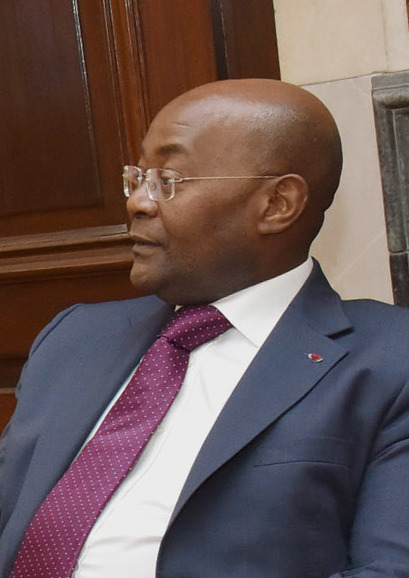
Pacôme Moubelet-Boubeya

Pacôme Moubelet-Boubeya (* 12. März 1963 in Bitam) ist ein gabunischer Politiker.

## Karriere
Moubelet-Boubeya machte 1982 am Lycée National Léon M’ba in Libreville Abitur. Mit einem Stipendium ausgestattet erwarb er einen Master of Business Administration am Ealing College. Anschließend studierte er an der Universität Salford in der Nähe von Manchester, wo er das Diplôme d’études approfondies in afrikanischer Politik und ein Diplôme d’études supérieures spécialisées in Dolmetschen und Übersetzen erwarb.
Von 2012 bis 2015 war er Stabschef des Vorsitzenden der Parti Démocratique Gabonais (PDG). Am 28. Januar 2014 wurde er zum Minister für Hochschulbildung und wissenschaftliche Forschung ernannt.
Als Minister für Inneres, Dezentralisierung und öffentliche Sicherheit war er dafür verantwortlich, ausländischen Beobachtern die Regeln der Präsidentschaftswahlen 2016 zu erläutern. Am 30. August 2016 sagte er über die Präsidentschaftswahlen:

„Jedes angebliche Ergebnis, das vor, während oder nach der offiziellen Verkündung verbreitet wird, ist eine Lüge und ein Verstoß gegen das Gesetz.“

Als es nach den Wahlen zu Ausschreitungen kam, verurteilte Moubelet-Boubeya die Gewalt und beschuldigte Jean Ping und andere Oppositionsführer, die Proteste inszeniert zu haben. Er behauptete auch, dass das Rathaus in Libreville in Brand gesetzt, einige Häuser geplündert worden und die Randalierer mit AK-47-Gewehren bewaffnet gewesen seien und Granaten eingesetzt hätten, was von der Opposition bestritten wurde. Er gab an, dass mindestens 1.000 Menschen verhaftet worden seien.
Nachdem Ali-Ben Bongo Ondimba für eine weitere Amtszeit als Präsident vereidigt worden war, ernannte er Emmanuel Issoze-Ngondet zum Premierminister. Moubelet Boubeya seinerseits wurde am 2. Oktober 2016 zum Nachfolger von Issoze-Ngondet als Staatsminister für auswärtige Angelegenheiten, Frankophonie, regionale Integration und Gabun im Ausland ernannt.
2017 wurde er Staatsminister für Wasser und Wälder. 2018 schied er aus der Regierung aus und zog einige Monate später als Abgeordneter des 2. Sitzes des Departements Lolo-Bouenguidi in der Provinz Ogooué-Lolo für die PDG in die Nationalversammlung ein.
Am 23. Juli 2020 wurde er erneut Außenminister, bis er am 8. März 2022 das Amt an Michaël Moussa Adamo übergab, um das Ressort des Industrieministers zu übernehmen. Aus diesem Amt wurde er im Januar 2023 im Rahmen einer Kabinettsumbildung des neuen Premierministers Alain Claude Bilie By Nze, der 2020 auch sein Vorgänger im Amt des Außenministers war, entlassen.